# دانیل هیل
دانیل هیل (انگلیسی: Danielle Hill؛ زادهٔ ۱۵ آوریل ۱۹۸۸) بازیکن فوتبال اهل بریتانیا است.
از باشگاه‌هایی که در آن بازی کرده‌است می‌توان به باشگاه ورزشی وستمانایا و باشگاه فوتبال زنان اورتون اشاره کرد.